# Poduzetnik
Poduzetnik je vlasnik poduzeća i osoba koja upravlja resursima (ljudskim i materijalnim) i preuzima rizik da bi ostvario dobit. U samoj definiciji poduzetnika vrlo je bitno razlikovati pojmove poduzetnik i menadžer. Poduzetnik je uvijek vlasnik poduzeća, a ako k tome još i vodi vlastito poduzeće, tada je on ujedno i poduzetnik i menadžer, dok menadžer uvijek samo vodi posao i nikada nije vlasnik.

## Unutarnje poduzetništvo
eng. intrapreneurship (w:en:Intrapreneurship)

Proces formiranja malih autonomnih jedinica u okviru poduzeća kojima se dodjeljuju potrebni resursi kako bi se postigla veća fleksibilnost i adaptibilnost promjenama u okruženju.

## Ponašanje poduzetnika
Poduzetnika se obično smatra inovatorom - dizajnerom novih ideja i poslovnih procesa. Vještine upravljanja i snažne sposobnosti izgradnje tima često se percipiraju kao bitni atributi vodstva uspješnih poduzetnika. Politički ekonomist Robert Reich smatra da su vodstvo, sposobnosti upravljanja i izgradnja tima bitne kvalitete poduzetnika.

### Percepcija nesigurnosti i preuzimanje rizika
Teoretičari Frank Knight i Peter Drucker definirali su poduzetništvo u smislu preuzimanja rizika. Poduzetnik je spreman staviti svoju karijeru i financijsku sigurnost na kocku i riskirati u ime ideje, trošeći vrijeme i kapital na neizvjestan pothvat. Međutim, poduzetnici često ne vjeruju da su preuzeli ogroman rizik jer ne smatraju da je razina neizvjesnosti tako visoka kao što to čine drugi ljudi. Knight je klasificirao tri vrste neizvjesnosti:
- Rizik, koji se statistički može mjeriti (kao što je vjerojatnost izvlačenja kugle crvene boje iz staklenke koja sadrži pet crvenih i pet bijelih kuglica)
- Nejasnoće, koje je teško statistički izmjeriti (kao što je vjerojatnost izvlačenja crvene kugle iz staklenke koja sadrži pet crvenih kuglica, ali nepoznat broj bijelih kuglica)
- Istinska nesigurnost ili Knightska nesigurnost, koju je nemoguće statistički procijeniti ili predvidjeti (poput vjerojatnosti izvlačenja crvene kugle iz staklenke čiji je sadržaj, u smislu broja obojenih kugli, potpuno nepoznat)

Poduzetništvo se često povezuje s istinskom neizvjesnošću, osobito kada uključuje stvaranje nove robe ili usluge za tržište koje prije nije postojalo, umjesto kada pothvat stvara postupno poboljšanje postojećeg proizvoda ili usluge. Studija iz 2014. na ETH Zürichu pokazala je da su poduzetnici u usporedbi s tipičnim menadžerima pokazali veću učinkovitost odlučivanja i snažniju aktivaciju u regijama frontopolarnog korteksa (FPC) koji su prethodno bili povezani s istraživačkim odabirom.

### "Coachability" i uzimanje savjeta
Sposobnost poduzetnika da blisko surađuju i primaju savjete od ranih ulagača i drugih partnera (tj. njihova mogućnost suradnje) dugo se smatrala kritičnim čimbenikom poduzetničkog uspjeha. U isto vrijeme, ekonomisti su tvrdili da se poduzetnici ne bi trebali jednostavno ponašati u skladu sa svim savjetima koji su im dati, čak i ako ti savjeti dolaze iz dobro informiranih izvora, jer poduzetnici posjeduju daleko dublje i bogatije lokalno znanje o vlastitoj tvrtki od bilo kojeg autsajdera. Doista, mjere suradnje zapravo ne predviđaju uspjeh poduzetnika (npr. mjere se kao uspjeh u sljedećim rundama financiranja, akvizicijama, promjenama i opstanku poduzeća). Ovo istraživanje također pokazuje da su stariji i veći osnivački timovi, vjerojatno oni s većom stručnošću, manje sposobni za suradnju od mlađih i manjih osnivačkih timova. 

### Strategije
Strategije koje poduzetnici mogu koristiti uključuju:
- Inovacija novih proizvoda, usluga ili procesa[7]
- Slušanje povratne informacije kupaca i prilagođavanje[8]
- Kontinuirano poboljšanje procesa (CPI)[7]
- Istraživanje novih poslovnih modela
- Pronalaženje rješenja za probleme[8]
- Korištenje tehnologije[7]
- Korištenje poslovne inteligencije
- Korištenje ekonomske strategije
- Razvoj budućih proizvoda i usluga[7]
- Optimizirano upravljanje talentima[7]
- Poduzetničke marketinške strategije za interaktivno i inovativno umrežavanje[9]